# Взятие Чанданнагара
Взятие Чанданнагара (англ. Battle of Chandannagar) — взятие британскими войсками города Чанданнагар в Западной Бенгалии во время Семилетней войны.
В 1757 году началась война между Францией и Великобританией, и полковник Роберт Клайв, представлявший интересы Британской Ост-Индской компании, и адмирал Королевского военно-морского флота Чарльз Уотсон 23 марта 1757 года обстреляли и захватили Чанданнагар. 
Французы имели всего 16 орудий против HMS Кент, HMS Тигр и HMS Солсбери, а также сухопутных войск Клайва. Хотя орудия форта причинили серьезный ущерб, в том числе было убито 37 и ранено 74 человека, атака была успешной.
Укрепления города и многие дома были разрушены после этого, и место города как торгового центра заняла Калькутта. Чанданнагар вернулся в руки французов в 1763 году, но был вновь занят англичанами в 1794 году в рамках наполеоновских войн. Город был возвращен Франции в 1816 году, вместе с 3 квадратными милями (7,8 км2) прилегающей территории, и управлялся до 1950 года генерал-губернатором в Пондичерри.